# 파탑스코강

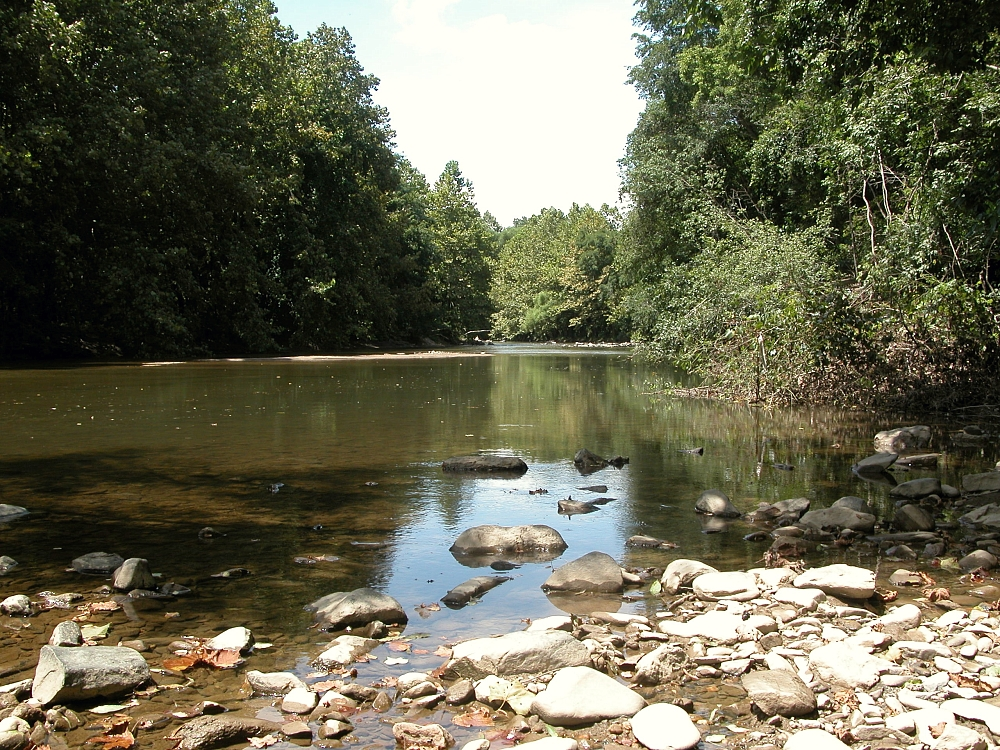
케이턴즈빌의 파탑스코밸리 주립 공원

파탑스코강(영어: Patapsco River)은 미국 메릴랜드주 중부의 63km 길이의 강으로 체서피크만으로 흘러간다. 강의 조수 부분은 볼티모어의 항구를 형성한다. 남부 지점을 통해 파탑스코강은 메릴랜드주 하워드군의 북쪽 경계를 형성한다. "Patapsco"라는 이름은 "역류" 또는 "거품으로 뒤덮인 조수"로 번역되는 동부알곤킨어군의 pota-psk-ut에서 파생되었다.